# 卡爾·蒙納
卡爾·蒙納（Carl Möhner，1921年8月11日—2005年1月14日）是出生於奧地利的電影演員，知名角色有戰爭片《擊沉俾斯麥號》中飾演俾斯麥號艦長林德曼，晚年得帕金森氏症而病死。

## 電影
- 最後的橋(1954) (The Last Bridge)
- 男人的爭鬥(1955) (Rififi)
- 擊沉俾斯麥號(1960) (Sink the Bismarck!)